# Тростянець (притока Золотої Липи)
Тростянець — річка в Україні у Тернопільському районі Тернопільської області. Права притока річки Золотої Липи (басейн Дністра).

## Опис
Довжина річки 10 км, найкоротша відстань між витоком і гирлом — 7,89  км, коефіцієнт звивистості річки — 1,27 . Формується декількома струмками та загатами.

## Розташування
Бере початок на східній стороні від села Діброва у листяному лісі. Тече перевжно на південний схід через села Тростянець та Божиків і впадає у річку Золоту Липу, ліву притоку річки Дністра.
Населені пункти вздовж берегової смуги: Квіткове.